# خمیده‌نوک شمالی
خمیده‌نوک شمالی (نام علمی: Oncostoma cinereigulare) نام یک گونه از سرده خمیده‌نوک است.